# 茨木町 (名古屋市)
茨木町（いばらぎちょう）は、愛知県名古屋市瑞穂区の地名。丁目は設定されていない。住居表示未実施地域。

## 地理
名古屋市瑞穂区東部に位置する。東は弥富町、西は岳見町、南は玉水町、北は柏木町に接する。

## 歴史

### 地名の由来
弥富町の旧字茨山の「茨」と橿ノ木山の「木」をそれぞれ採用したものである。

### 沿革
- 1968年（昭和43年）7月10日 - 瑞穂区弥富町字榎ノ木山・茨山の各一部により、同区茨木町として成立[1]。

## 世帯数と人口
2019年（平成31年）3月1日現在の世帯数と人口は以下の通りである。
| 町丁   | 世帯数  | 人口  |
| ------ | ------- | ----- |
| 茨木町 | 126世帯 | 295人 |

### 人口の変遷
国勢調査による人口の推移
| 1970年（昭和45年） | 76人  | [ 9 ]  |  |
| 1975年（昭和50年） | 107人 | [ 9 ]  |  |
| 1980年（昭和55年） | 219人 | [ 10 ] |  |
| 1985年（昭和60年） | 324人 | [ 10 ] |  |
| 1990年（平成2年）  | 311人 | [ 11 ] |  |
| 1995年（平成7年）  | 317人 | [ 12 ] |  |
| 2000年（平成12年） | 304人 | [ 13 ] |  |
| 2005年（平成17年） | 283人 | [ 14 ] |  |
| 2010年（平成22年） | 293人 | [ 15 ] |  |

## 学区
市立小・中学校に通う場合、学校等は以下の通りとなる。また、公立高等学校に通う場合の学区は以下の通りとなる。
| 番・番地等 | 小学校               | 中学校               | 高等学校 |
| ---------- | -------------------- | -------------------- | -------- |
| 全域       | 名古屋市立弥富小学校 | 名古屋市立萩山中学校 | 尾張学区 |

## 施設
- 十全病院[7]
- 禅宗宝生院[7]

## その他

### 日本郵便
- 郵便番号 : 467-0045[4]（集配局：瑞穂郵便局[18]）。